# برکت دیالا
برکت دیالا (انگلیسی: Blessing Diala؛ زادهٔ ۸ دسامبر ۱۹۸۹) بازیکن فوتبال اهل گینه استوایی است.
وی همچنین در تیم ملی فوتبال زنان گینه استوایی بازی کرده‌است.